# Amel (Belgien)
Amel (tysk) eller Amblève (fransk) er en kommune i Belgien. 
Kommunen ligger i Kanton Sankt Vith (Belgisk Eifel) i provinsen Liège og regionen Vallonien, i den i den østlige del af landet, 140 kilometer øst for hovedstaden Bruxelles. Den har navn efter floden Amel.

## Sprog
Flertallet af indbyggerne i kommunen er tysktalende, mens et mindretal taler fransk. Begge sprog har officiel anerkendelse.

## Landsbyer
I kommunen findes landsbyerne: Amel, Deidenberg, Eibertingen, Heppenbach, Iveldingen, Mirfeld, Möderscheid, Montenau og Schoppen.